# Нанси Дрю
„Нанси Дрю“ (на английски: Nancy Drew) е американски мистъри трилър от 2007 г., базиран на мистериозните романи за едноименната тийнейджърска детективка от Едуард Стратмайер. Във филма участват Ема Робъртс (като Нанси Дрю), Джош Флитър и Макс Тиерио. Заснет в Лос Анджелис, режисиран е от Андрю Флеминг. Филмът е пуснат по кината на 15 юни 2007 г. от Уорнър Брос Пикчърс.

## Актьорски състав
| Актьор           | Роля                      |
| ---------------- | ------------------------- |
| Ема Робъртс      | Нанси Дрю                 |
| Джош Флитър      | Корки Вейнщайн            |
| Макс Тиерио      | Нед Никърсън              |
| Рейчъл Лий Кук   | Джейн Брайтън             |
| Тейт Донован     | Карсън Дрю                |
| Маршъл Бел       | Джон Лешинг               |
| Лора Харинг      | Делия Драйкот             |
| Бари Бостуик     | Дашиъл Закари Байдърмайър |
| Даниела Монет    | Инга Вейнщайн             |
| Кели Виц         | Триш                      |
| Каролин Аарон    | Барбара Барбара           |
| Адам Кларк       | Сержант Билингс           |
| Пат Каръл        | Старата съседка           |
| Ейми Бръкнър     | Бес Марвин                |
| Кей Панабейкър   | Джордж Фейн               |
| Клиф Бемис       | Вожд Макгинис             |
| Кейтлин Ван Итем | Али                       |
| Брус Уилис       | Себе си                   |
| Адам Голдбърг    | Анди, режисьорът на Уилис |

## Продукция
Филмът е заснет в Лос Анджелис от 30 януари 2006 г. до 3 април 2006 г. Филмът е заснет в няколко градове на Калифорния – Южна Пасадина, Лос Анджелис, Санта Кларита, Ла Канада Флинтридж, Лонг Бийч и Бърбанк.

## В България
В България филмът е излъчен на 26 декември 2011 г. по bTV с български дублаж. Екипът се състои от:
| Озвучаващи артисти  | Даниела Йорданова Татяна Захова Христо Узунов Виктор Танев Симеон Владов |
| Преводач            | Анна Делчева                                                             |
| Тонрежисьор         | Наталия Василева                                                         |
| Режисьор на дублажа | Чавдар Монов                                                             |